# Agnes de Staufen (d. 1184)
Agnes de Staufen sau Agnes de Hohenstaufen (n.c. 1169 –1172/1174 – d. 8 octombrie 1184), aparținând dinastiei Hohenstaufen, a fost fiica împăratului Frederic I Barbarossa și a soției sale, Beatrice de Burgundia.

## Biografie
Agnes, unul dintre cei unsprezece copii ai cuplului imperial, a fost logodită încă din copilărie cu Imre (d. 1204), fiul regelui Ungariei, Béla al III-lea, și al soției sale, Ana de Châtillon. A fost singurul copil al familiei înmormântat în corul Catedralei din Speyer. Din 1902 rămășițele sale se află în Cripta regală a catedralei, lângă cele ale mamei ei, Beatrice de Burgundia (d. 15 noiembrie 1849).
Faptul că Agnes nu este menționată clar în documentele istorice existente, a lăsat loc multor presupuneri.

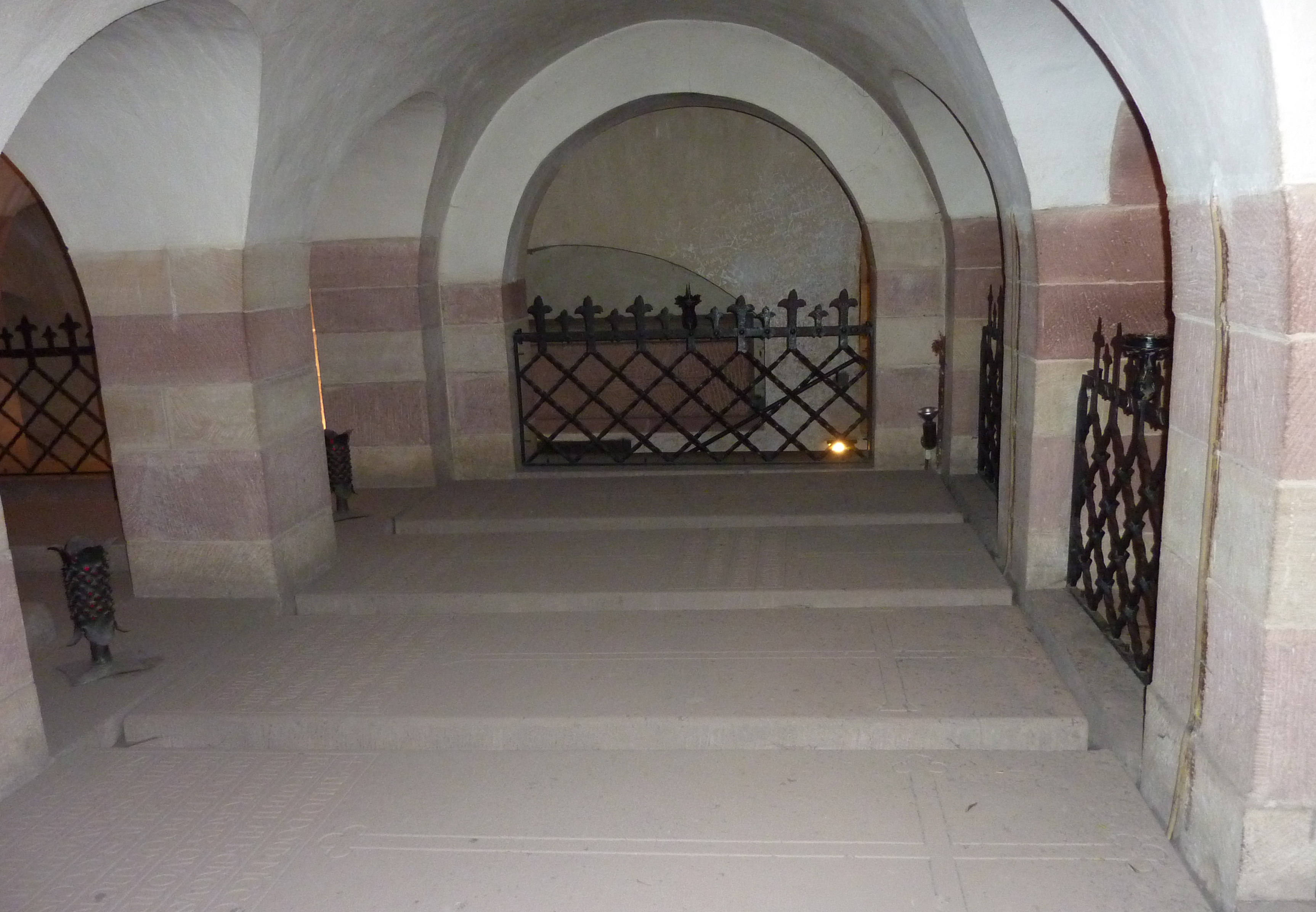
Cripta imperială din Catedrala Speyer (regele Filip al Suabiei, este înmormântat în cel mai îndepărtat mormânt, chiar în fața grilajului, iar în mormântul din față se află Agnes și mama sa, împărăteasa Beatrice de Burgundia)

Analele Mănăstirii Marbach afirmă că în 1184, puțin timp înainte de moartea împărătesei Beatrice, a murit o fiică a împăratului care fusese logodită cu un fiu al regelui Ungariei. Cronica Mănăstirii Sf. Petru (Peterskloster) din Erfurt relatează în același an că împărăteasa împreună cu o fiică, al cărei nume nu este indicat, logodită cu un fiu al regelui maghiar, care era încă parvula (foarte tânără), au murit și au fost înmormântate în Speyer.
În 1183, anul logodnei, regele Béla al III-lea avea doi fii: Imre, care a moștenit tronul Ungariei zece ani mai târziu, și Andrei, mai mic cu doi ani. Se poate presupune că Agnes ca fiică a împăratului romano-german, a fost logodită cu fiul cel mare, Imre, care a fusese încoronat corege în 1182.
Istoricul Johann Seffried precizează numele și data exactă a morții acestei fiice a lui Frederic Barbarossa. Chronik der Bischöfe von Speyer (Cronica Episcopilor din Speyer) precizează în 1468, că în timpul înmormântării regelui Adolf de Nassau în Catedrala Speyer în 1309, într-un mormânt existent în corul regal al catedralei se găsea trupul unei fetițe. Conform inscripției găsite în mormânt, acestea erau rămășițele unei fiice a împăratului Frederic I pe nume Agnes, care murise pe 8 octombrie.
Două cronici engleze menționează o fiică a lui Frederic I care în a doua jumătate a anului 1184 a fost logodnica lui Richard Inimă de Leu (în vârstă de 26 de ani), conte de Poitou, fiul regelui englez Henric al II-lea. Totuși, viitoarea mireasă, al cărei nume nu este precizat, a murit în același an. Potrivit istoricului Decker-Hauff, aceasta era Agnes, a cărei logodnă a fost întreruptă în 1184. Acest lucru este contrazis de faptul că o mireasă atât de tânără ar fi fost inutilă unui tânăr de 26 de ani care trebuia urgent să-și asigure urmași. Nu există surse care să indice desfacerea logodnei lui Agnes cu Imre, care ar fi fost inoportună din punct de vedere politic pentru împăratul Barbarossa și pentru regele Béla. Cele două aranjamente de căsătorie redactate unul în engleză și celălalt în maghiară se referă la două fiice diferite ale lui Barbarossa, care au murit în 1184. Se poate presupune că fiica logodită cu Richard Inimă de Leu a fost o fată a împăratului născută în 1168 care ar fi avut vârsta de șaisprezece ani, o vârstă obișnuită pentru căsătorie la vremea aceea.